# Liptovské Revúce
Liptovské Revúce és un poble i municipi d'Eslovàquia que es troba a la regió de Žilina, al centre-nord del país.

## Demografia
| Godina             | 1994 | 2004   | 2014   | 2024   |
| ------------------ | ---- | ------ | ------ | ------ |
| Nombre de persones | 1790 | 1686   | 1571   | 1442   |
| Diferència         |      | −5,81% | −6,82% | −8,21% |

| Godina             | 2023 | 2024   |
| ------------------ | ---- | ------ |
| Nombre de persones | 1463 | 1442   |
| Diferència         |      | −1,43% |